# Within Destruction
Within Destruction so slovenska metal skupina, ustanovljena leta 2010. Širšo slovensko in mednarodno pozornost so dobili po izidu svojega drugega albuma Void in sledeči turneji Sickness Descends on Europe Tour. Od začetnega preigravanja melodičnega death metala so se kmalu preusmerili v deathcore. Poznani so po pogosti uporabi milenijskega humorja v videospotih in na svoji Facebook strani. Zaradi bliskovitega mednarodnega uspeha jih mnogi primerjajo z Noctiferio.

## Zgodovina
Within Destruction so v roku nekaj let postali mednarodno najprepoznavnejša slovenska metal skupina. Zaradi majhnosti slovenskega poslušalstva in geografske razporeditve priljubljenosti deathcora po svetu - priljubljen je predvsem v anglosaških predelih sveta (Velika Britanija, ZDA, Južna Afrika, Avstralija) - so v zadnjih letih izvedli več mednarodnih turnej do Velike Britanije. Po izidu albuma Void so nase opozorili z buy-on turnejo Sickness Descends on Europe Tour, kjer so nastopali skupaj z uveljavljenimi Disentomb, Visceral Disgorge in Kraanium. Zelo uspešno evropsko turnejo Deathwish Tour so imeli tudi po izidu albuma Deathwish.
Julija 2018 so na svojem Facebook profilu objavili, da bodo v prihodnje izvedli svojo prvo turnejo čez lužo z imenom Bloodletting North America v sodelovanju s skupinami Arsis, Decrepit Birth, Internal Bleeding, Pyrexia in Angelmaker.
Izid albuma Void in uporaba modernega humorja sta se odrazila tudi v številu ogledov videospotov na portalu Youtube. Do marca 2018 si je pesem Void ogledalo čez 800.000 ljudi, pesem Plague of Immortality čez 500.000, iz leta 2018 izdanega albuma Deathwish pa si je pesmi Human Defect in Extinction ogledalo čez 590.000 oziroma čez 200.000 poslušalcev. Uradna facebook stran skupine ima več kot 52.000 všečkov. 
20. februarja 2020 so izdali prvi singl s prihajajočega albuma, Hate me. Sledili so še promocijski singli Malevolent, No Way Out in Harakiri, 12. avgusta pa je izšel četrti studijski album, Yōkai.

### Human Defect in Denise Dame
Zaradi nenehnih napadov glasbenega sloga skupine okoli slam death metala, Within Destruction šaljivo dajejo vtis, da so nenehno pod preiskovanjem slam police; policije, ki proučuje, ali skupine resnično proizvajajo dovolj "slam" glasbo. Tako so pod žanr vseh svojih pesmi zapisali, da je "pod preiskavo slam policije". Videospot za pesem Human Defect z albuma Deathwish prikazuje žur v neki hiši, kjer prisostvujejo tudi člani skupine, dokler noter ne vdre slam policija in jih aretira. 
Poleg humoristične narave videospota pa je slovenski javnosti pozornost vzbudila v videu prisotna slovenska igralka Denise Dame, ki je zaslovela s svojimi vlogi na youtubeu in požela predvsem veliko negativne publicitete. Kot so povedali Within Destruction, so videospot posneli še pred odkritjem njenih videev laične javnosti in tudi njihov ugled zaradi njene prisotnosti ni bil prizadet.

## Zvrst glasbe
Po prvem albumu From the Depths v slogu melodic death metala je skupina začela preigravati deathcore. Zaradi uporabe slamov so se oglaševali kot slamming deathcore oziroma brutal deathcore skupina, kar je sprožilo veliko negodovanja pri tako imenovanih elitističnih metalcih, ki so trdili, da glasba Within Destruction ne vsebuje elementov slam death metala. V odgovor je skupina šaljivo začela imenovati svoj slog kot true slam, kar se je med privrženci skupine odlično prijelo.

## Člani skupine
- Luka Vezzosi – bobni (2010–sedaj)
- Rok Rupnik – vokal (2010–sedaj);
- Howard Fang – kitara (2019–sedaj)

## Diskografija
Albumi
- From the Depths (2012)
- Void (2016)
- Deathwish (2018)
- Yōkai (2020)
- Lotus (2022)

Singli
- Bloodbath (2014)
- Carnage (2015)
- Void (2016)
- Plague of Immortality (2016)
- Human Defect (2018)
- Extinction (2018)
- Self-Hatred (2018)
- Hate Me (2020)
- Malevolent (2020)
- No Way Out (2020)
- Harakiri (z Billom $Aberjem) (2020)
- Plague of Immortality 2.0 (2021)
- Self-Hatred 2.0 (2021)
- Nightmare (2022)
- Survival (2022)
- Scars (2022)
- Dying World (z LiL Lotusom) (2022)
- Toxic (2022)